# The Odds Against
The Revolving Door ist ein Dokumentar-Kurzfilm von Lee R. Bobker aus dem Jahr 1966.

## Inhalt und Hintergrund
In dem Dokumentarfilm wird am Beispiel des Straftäters John James Mitchell (Robert Viharo) die Laufbahn eines Kriminellen und die Notwendigkeit einer schrittweisen Reform des US-amerikanischen Strafvollzugssystems dargestellt. Als Erzähler wirkte der Schauspieler Herschel Bernardi mit. Bobker produzierte den Film für das American Foundation Institute of Corrections. Als Berater arbeiteten unter anderem der Direktor des Federal Bureau of Prisons im US-Justizministerium, Myrl E. Alexander, und der Soziologieprofessor an der University of Maryland, Peter P. Lejins, an dem Film mit.
Der Film endet mit einem Zitat des damaligen US-Präsidenten Lyndon B. Johnson aus einer Sonderansprache vor dem US-Kongress vom 8. März 1966:
„Wir können einen endlosen, selbstzerstörerischen Zyklus von Inhaftierung, Freilassung und erneuter Inhaftierung nicht tolerieren, der unerwünschte Einstellungen und Verhaltensweisen nicht verändert. Wir müssen dem Ersttäter helfen, eine weitere Karriere der Kriminalität zu vermeiden.“
‚We cannot tolerate an endless, self-defeating cycle of imprisonment, release, re-imprisonment which fails to alter undesirable attitudes and behaviour. We must help the first offender avoid a continuing career of crime.‘

## Auszeichnungen
Lee R. Bobker wurde bei der Oscarverleihung 1967 gemeinsam mit Helen Kristt Radin für diesen Film für einen Oscar für den besten Dokumentar-Kurzfilm nominiert.